# Дуди Села
Дуди Села (на иврит דודי סלע) е изрелски тенисист.

## Биография
Дуди Села е роден на 4 април 1985 г. в Кирят Шмона, Израел.

## Кариера
Дуди Села е професионален тенисист от 2004 г.
Най-доброто му представяне в турнирите от големия шлем е четвърти кръг на Уимбълдън през 2009 година.

## Кариерна статистика

### ATP финали (0 титли; 2 финала)
|        | П–З | Година | Турнир        | Клас         | Настилка | Опонент    | Резултат           |
| ------ | --- | ------ | ------------- | ------------ | -------- | ---------- | ------------------ |
| Загуба | 0–1 | 2008   | Чайна Оупън   | Международни | Твърда   | Анди Родик | 4–6, 7–6(8–6), 3–6 |
| Загуба | 0–2 | 2014   | Атланта Оупън | 250 серии    | Твърда   | Джон Иснър | 3–6, 4–6           |